# Mesestola brochieri
Mesestola brochieri är en skalbaggsart som beskrevs av Touroult 2007. Mesestola brochieri ingår i släktet Mesestola och familjen långhorningar. Inga underarter finns listade i Catalogue of Life.